# Jefferson megye (Oregon)
Jefferson megye az Amerikai Egyesült Államokban, azon belül Oregon államban található. Megyeszékhelye és legnagyobb városa Madras. Lakosainak száma 24 502 fő (2020. április 1.).

## Szomszédos megyék
- Marion megye (északnyugat)
- Wasco megye (észak)
- Wheeler megye (kelet)
- Crook megye (dél)
- Deschutes megye (dél)
- Linn megye (nyugat)

## Népesség
A megye népességének változása:
| Lakosok száma | 21 689 | 21 708 | 21 033 | 21 145 | 22 666 | 24 502 |
|               | 2010   | 2011   | 2012   | 2013   | 2015   | 2020   |